# 福马铁路

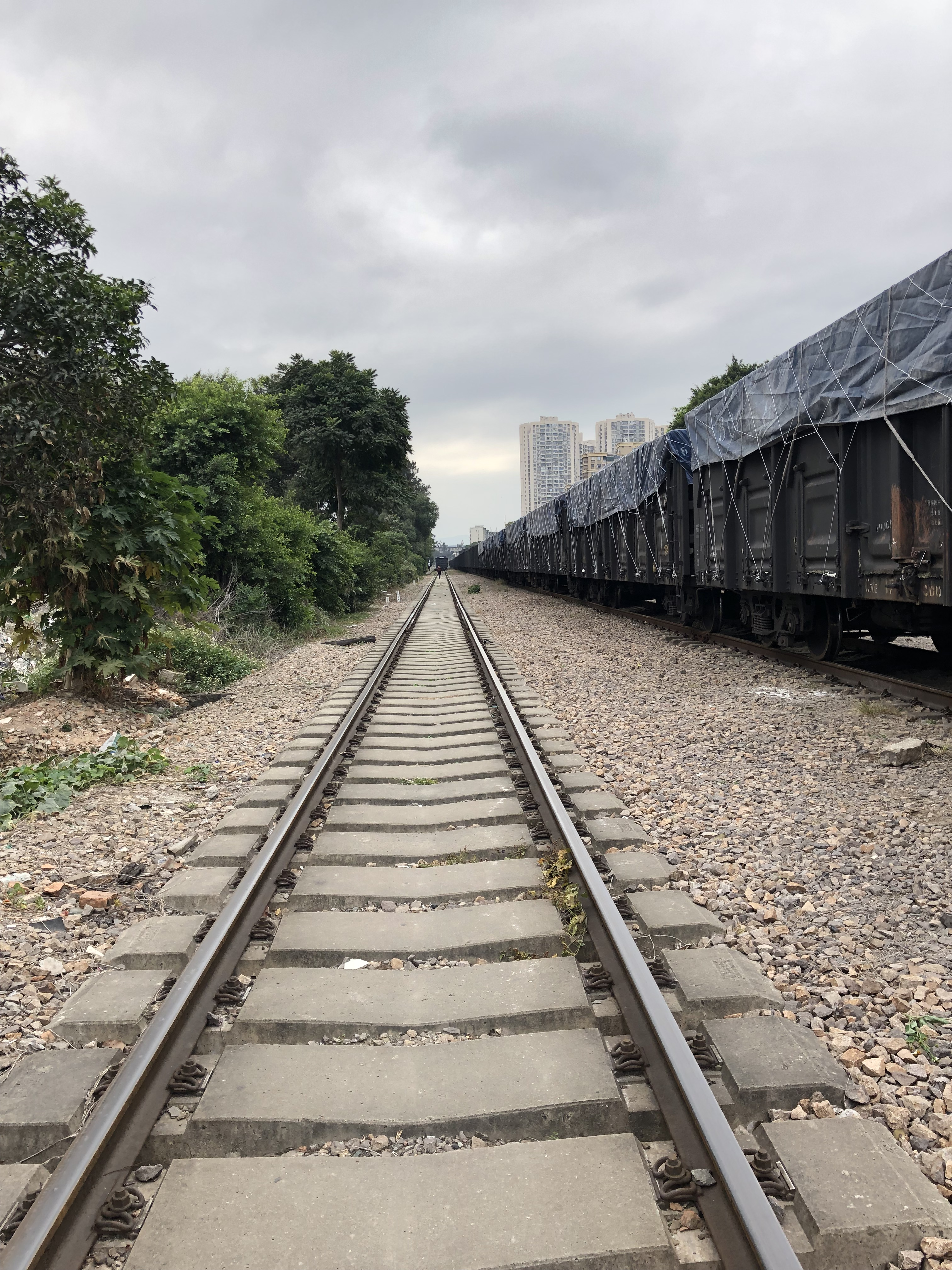
福马铁路马尾站

福马铁路自福建省福州站至福州马尾区红山，全长26公里，属于昌福铁路的一部分。全线1970年9月动工，1971年8月1日投入使用，由南昌铁路局管辖。

## 与其它铁路的连接
- 福州：外福铁路。
- 樟林：福厦铁路。
- 马尾：温福铁路。

## 里程表
| 城市名 | 距起点距离 |
| ------ | ---------- |
| 福州   | 0          |
| 福州东 | 3          |
| 樟林   | 6          |
| 魁岐   | 13         |
| 马尾   | 21         |
| 红山   | 26         |